# Karosa B 941
A Karosa B 941 a Karosa vállalat Vysoké Mýto-i üzemében 1997 és 2001 közötti években gyártott cseh csuklós autóbusz, mely a magyar gyártmányú Ikarus 280-as buszokat és a Karosa korábbi modelljét, a Karosa B 741-eseket váltotta le Csehországban és Szlovákiában. Utódja a Karosa B 961-es csuklós busz.

## Felépítése és változatai
A Karosa 900-as buszcsaládjához tartozik, melyet automataváltóval szereltek fel. A magas padlós buszok közé tartozik, a hátul elhelyezkedő motorja miatt pedig tolócsuklós autóbusz. Prototípusát 1995-ben építették, mely Brnóban állt forgalomba. Sorozatgyártása 1997-ben kezdődött, 2001-ig 335 darab készült el belőle. 1999-től a modernizált változatát B 941E jelzéssel gyártották. Az új alacsony padlós buszok kezdik kiszorítani az utakról, de 2017 januárjában még sok városban forgalomban voltak.
Altípusai:
- Karosa B 941.1930 (1-es prototípus, illetve 1997-től 1998-ig gyártott altípus LIAZ motorral és Voith váltóval)
- Karosa B 941.1932 (1997-ben gyártották LIAZ motorral és ZF váltóval)
- Karosa B 941.1934 (1997-től 1998-ig gyártották Renault motorral és ZF váltóval)
- Karosa B 941.1936 (2-es prototípus, illetve 1997-től 1999-ig gyártott változat LIAZ motorral és Voith váltóval)
- Karosa B 941.1960 (átalakított 2-es prototípus, Renault motorral és Voith váltóval)
- Karosa B 941E.1956 (3-as prototípus)
- Karosa B 941E.1962 (1999-től 2001-ig gyártott modernizált változat LIAZ motorral és Voith váltóval)
- Karosa B 941E.1964 (1999-től 2001-ig gyártott modernizált változat Renault motorral és Voith váltóval)
- Karosa B 941E.1966 (1999-ben gyártott altípus LIAZ motorral és ZF váltóval)

## Fordítás
- Ez a szócikk részben vagy egészben  a   Karosa B 941 című cseh Wikipédia-szócikk fordításán alapul.  Az eredeti cikk szerkesztőit annak laptörténete sorolja fel. Ez a jelzés csupán a megfogalmazás eredetét és a szerzői jogokat jelzi, nem szolgál a cikkben szereplő információk forrásmegjelöléseként.
- Ez a szócikk részben vagy egészben  a   Karosa B 941 című angol Wikipédia-szócikk fordításán alapul.  Az eredeti cikk szerkesztőit annak laptörténete sorolja fel. Ez a jelzés csupán a megfogalmazás eredetét és a szerzői jogokat jelzi, nem szolgál a cikkben szereplő információk forrásmegjelöléseként.